# Gunno Gunnmo
Nils Gunno Gunnmo, född 13 februari 1945 i Föllinge församling, Jämtlands län, är en svensk polis.
Gunno Gunnmo är bror till Alf Gunnmo.
Han började som polis 1966. Från 1972 arbetade han som fackligt förtroendevald på heltid. Han blev ordförande för Polisförbundet i Stockholms stad 1976, förste vice ordförande i Polisförbundet 1979 och var ordförande i Polisförbundet 1983–1996. Han var en av de första icke-juristerna att bli polischef när han 15 januari 1996 tillträdde som länspolismästare i Stockholms län. 28 april 2003 lämnade Gunnmo sin post som länspolismästare efter att han uppmanats till detta av rikspolischefen Sten Heckscher, som förklarat att han inte längre hade förtroende för Gunnmo, med anledning av att Gunnmo enligt Heckscher hade skrivit på ett alltför förmånligt löneavtal med polisfacket. Han efterträddes i maj 2003 av biträdande länspolismästaren Carin Götblad.
Gunno Gunnmo har gjort sig känd för att ställa höga etiska krav på polisen, likaså är jämställdhetsfrågor viktiga för honom. Ett resultat är att under Gunnmos tid som länspolismästare i Stockholm har ett flertal kvinnliga poliser blivit chefer. Han har också arbetat hårt för att utöka mångfalden hos polisen, bland annat utifrån etnicitet och sexuell läggning. År 2008 utnämndes han till vice ordförande i delegationen för romska frågor som inrättades av regeringen i februari 2007.
I riksdagsvalet 2018 kandiderade han för Feministiskt Initiativ, där han stod på 10:e plats på partiets lista för hela landet.